# 5438 Lorre
5438 Lorre eller 1990 QJ är en asteroid i huvudbältet som upptäcktes 18 augusti 1990 av den amerikanske astronomen Eleanor F. Helin vid Palomar-observatoriet. Den är uppkallad efter Jean Lorre.
Asteroiden har en diameter på ungefär 28 kilometer.